# ロザリン・フェアバンク
ロザリン・フェアバンク（Rosalyn Fairbank, 1960年11月2日 - ）は、南アフリカ・ダーバン出身の元女子プロテニス選手。1981年と1983年の2度、全仏オープン女子ダブルスで優勝した選手である。4大大会では、女子ダブルスで1983年全米オープン準優勝、混合ダブルスで1986年全仏オープン準優勝もあった。自己最高ランキングはシングルス15位、ダブルス12位。

## 来歴
彼女は1989年にコーチのボブ・ニデファー（Bob Nideffer）と結婚した後は、2つの姓を併用した「ロザリン・フェアバンク・ニデファー」（Rosalyn Fairbank-Nideffer）の名前や、夫の姓だけを用いた「ロザリン・ニデファー」（Rosalyn Nideffer）で呼ばれた。女子テニス協会のプロフィールでは「ロザリン・ニデファー」の名前で掲載されている。彼女は20年近い選手経歴を通じて、とりわけダブルスに傑出した実力を長く維持したが、シングルスでも1988年・1989年の2年連続でウィンブルドンのベスト8に入った。
4人きょうだいの末っ子として生まれたロザリン・フェアバンクは、1978年の「オレンジボウル選手権」（ジュニアテニス選手の登龍門として有名な大会）で準優勝し、同年9月から女子テニス協会のコンピューター・ランキングに登場した。1979年全米オープンで4大大会に初出場。2年後の1981年、フェアバンクは全仏オープン女子ダブルスでターニャ・ハーフォード（同じ南アフリカの選手）とペアを組み、決勝でキャンディ・レイノルズ＆ポーラ・スミス（ともにアメリカ）組を 6-1, 6-3 で破って初優勝した。相手ペアの1人だったレイノルズとは、2年後の1983年にパートナーを組むことになる。フェアバンクとハーフォードは、1981年に全仏オープンを含むダブルス年間3勝を獲得した。1982年は全米オープンのシングルスで初の4回戦進出がある。
1983年、フェアバンクはキャンディ・レイノルズと組んで女子ダブルスの好成績を多く出し、全仏オープン優勝・全米オープン準優勝を記録した。当時の女子ダブルスは、マルチナ・ナブラチロワ＆パム・シュライバー組の全盛期であった。このペアは1983年ウィンブルドンから1985年全仏オープンまで4大大会「8連勝」を記録し、1985年ウィンブルドン女子ダブルス決勝で敗れるまで前人未到の「109連勝」を達成している。その連勝記録が始まる直前に、フェアバンクとレイノルズは貴重な全仏タイトルを獲得することができた。
1986年の全仏オープンで、フェアバンクはマーク・エドモンドソン（オーストラリア、1976年全豪オープン男子シングルス優勝者）と混合ダブルスのペアを組んだ。2人は決勝でケン・フラック＆キャシー・ジョーダン（ともにアメリカ）組に 6-3, 6-7, 3-6 で敗れ、フェアバンクは3つ目の全仏タイトルを逃した。1988年と1989年の2年連続で、彼女はウィンブルドンの女子シングルス8強に入り、この地で4大大会シングルスの自己最高成績を出した。1989年5月6日、長年彼女のコーチを務めてきたボブ・ニデファーと結婚する。5年後の1994年に息子が生まれ、彼女は母親の選手としてテニスコートに戻った。
ニデファーは1995年のシーズンを最後にシングルスから撤退したが、ダブルスでは1997年まで現役を続行した。最後のシングルス戦の相手は、1995年11月にカリフォルニア州オークランド大会の1回戦で対戦したビーナス・ウィリアムズ（当時15歳）であった。シングルスから撤退した後の1996年も、ニデファーのダブルス選手としての強さは健在で、全米オープン女子ダブルスではカナダのパトリシア・ヒー＝ブーレとペアを組み、マルチナ・ヒンギス＆ヘレナ・スコバ組との準々決勝まで進出している。1997年ウィンブルドンの女子ダブルス1回戦敗退を最後に、ロザリン・フェアバンク・ニデファーは19年間のテニス経歴に終止符を打った。キャシー・リナルディ・スタンケルとニデファーは、1回戦でモニカ・セレシュ＆アンケ・フーバー組に 5-7, 3-6 で敗れ、この2人が彼女の現役最後の対戦相手になったのである。